# М’якишево (Новгородська область)
М’якишево (рос. Мякишево) — присілок в Хвойнинському районі Новгородської області Російської Федерації.
Населення становить 101 особу. Входить до складу муніципального утворення Боровське сільське поселення.

## Історія
Від 2005 року входить до складу муніципального утворення Боровське сільське поселення

## Населення
| 2009 | 2010 | 2012 | 2013 |
| ---- | ---- | ---- | ---- |
| 113  | ↘76  | ↗101 | →101 |